# Bahnradsport-Weltmeisterschaften der Junioren 2016

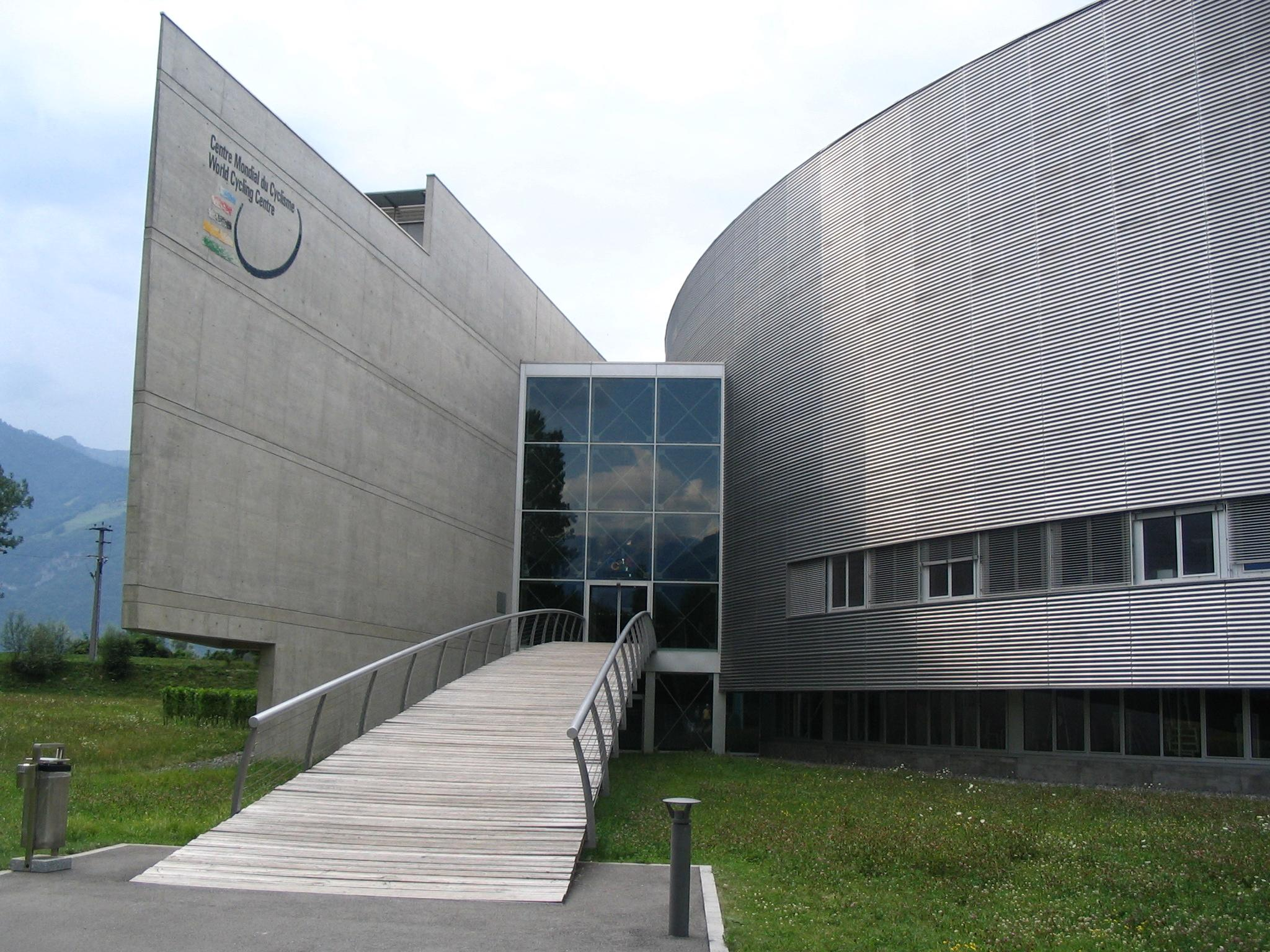
Das Centre Mondiale du Cyclisme in Aigle

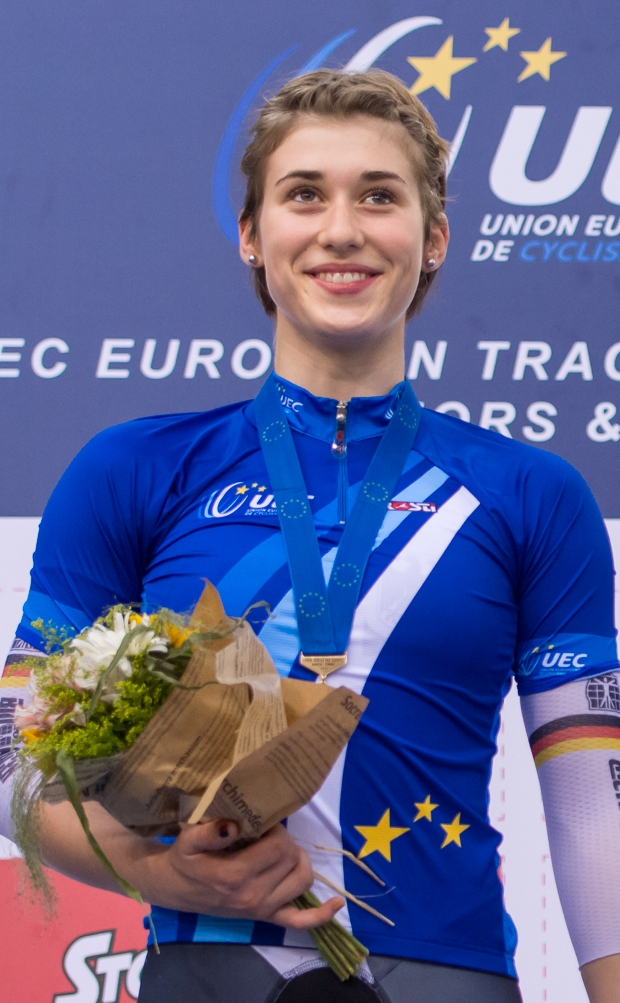
Die Deutsche Pauline Grabosch (hier 2015 als Europameisterin): zwei Goldmedaillen und ein Weltrekord

Die Bahnradsport-Weltmeisterschaften der Junioren 2016 fanden vom 20. bis 24. Juli 2016 im schweizerischen Aigle statt. Die Rennen wurden im Centre Mondial du Cyclisme (World Cycling Centre) des Weltradsportverbandes Union Cycliste Internationale (UCI) ausgetragen.
Der Präsident der UCI, Brian Cookson, erläuterte die Gründe für diese Entscheidung: Um den Radsport in Entwicklungsländern zu fördern, würden Sportler aus solchen Ländern schon vier Wochen vor Beginn der WM eingeladen, in Aigle zu trainieren. Die UCI werde auch Mechaniker und Rennräder stellen sowie günstige lokale Unterkünfte anbieten.
Am Start waren über 300 Sportlerinnen und Sportler aus 43 Ländern. 19 Nationalteams konnten Medaillen gewinnen.
Erstmals wurde bei diesen Weltmeisterschaften ein Zweier-Mannschaftsfahren für Frauen ausgetragen, wenn auch zunächst nur als Demonstrationswettbewerb. Diese Disziplin, eine der ältesten im Bahnradsport, war bisher international den männlichen Sportlern vorbehalten. Nationale Meisterschaften für Frauen in dieser Disziplin wurden in den letzten Jahren nur in einigen Ländern wie etwa den Niederlanden und Australien ausgetragen. Das Demorennen bei der Junioren-WM gewannen die Australierinnen Jade Haines und Ruby Roseman-Gannon.
Erfolgreichste Mannschaft war die aus Neuseeland mit vier Gold- und insgesamt neun Medaillen. Auf dem zweiten Platz im Medaillenspiegel rangierte das italienische Team mit drei Goldmedaillen. Als Leistungsträger bei den Italienern erwiesen sich die beiden Ausdauerfahrerinnen Letizia Paternoster und Elisa Balsamo, die schon wenige Tage zuvor bei den Junioren-Europameisterschaften insgesamt fünf Goldmedaillen (zwei davon zählen nur als eine bei der Mannschaftsverfolgung) gewonnen hatten. Die beiden Goldmedaillen für die Mannschaft des Bundes Deutscher Radfahrer errang die Kurzzeitspezialistin Pauline Grabosch in Sprint und 500-Meter-Zeitfahren, wobei sie zudem noch in der letzteren Disziplin mit 34,023 Sekunden einen neuen Weltrekord aufstellte.
Einen zweiten Weltrekord bei diesen Meisterschaften stellte der Schweizer Stefan Bissegger mit 3:12,416 Sekunden in der Einerverfolgung über 3000 Meter auf. Erfolgreichster männlicher Sportler war der Neuseeländer Campbell Stewart, der je eine Goldmedaille in der Mannschaftsverfolgung und im Omnium holte sowie gemeinsam mit Thomas Sexton eine silberne Medaille im Zweier-Mannschaftsfahren.
Für eine Überraschung sorgte der Mongole Batsaichany Tegschbajar, der seit April 2016 im World Cycling Centre trainierte. Er gewann die Goldmedaille im Scratch und damit die erste WM-Medaille im Radsport für die Mongolei. Das Land nahm zum ersten Mal mit einer Mannschaft an Bahn-Weltmeisterschaften teil.

## Zeitplan
| Datum                | Disziplinen Männer                     | Disziplinen Frauen                                 |
| -------------------- | -------------------------------------- | -------------------------------------------------- |
| Mittwoch, 20. Juli   | Teamsprint                             | Punktefahren, Teamsprint                           |
| Donnerstag, 21. Juli | Mannschaftsverfolgung, Scratch, Keirin | 500-m-Zeitfahren, Mannschaftsverfolgung            |
| Freitag, 22. Juli    | 1000-Meter-Zeitfahren, Punktefahren    | Einerverfolgung, Scratch                           |
| Samstag, 23. Juli    | Omnium (Finale), Einerverfolgung       | Sprint, Zweier-Mannschaftsfahren (Demo-Wettbewerb) |
| Sonntag, 24. Juli    | Sprint, Zweier-Mannschaftsfahren       | Keirin, Omnium (Finale)                            |

## Resultate

### Sprint
| Platz | Sportler      | Land | Zeit (s)              |
| ----- | ------------- | ---- | --------------------- |
|       | Bradly Knipe  | NZL  | 10,601 (1) 11,077 (3) |
|       | Conor Rowley  | AUS  | 10,706 (2)            |
|       | Stefan Ritter | CAN  | 10,975 (1) 10,775 (2) |

| Platz | Sportlerin        | Land | Zeit (s)              |
| ----- | ----------------- | ---- | --------------------- |
|       | Pauline Grabosch  | GER  | 11,846 (1) 11,788 (2) |
|       | Guo Yufang        | CHN  |                       |
|       | Hetty van de Wouw | NED  | 11,954 (1) 11,961 (2) |

### Keirin
| Platz | Sportler        | Land |
| ----- | --------------- | ---- |
|       | Conor Rowley    | AUS  |
|       | Martin Čechman  | CZE  |
|       | David Orgambide | ESP  |

| Platz | Sportlerin     | Land |
| ----- | -------------- | ---- |
|       | Sára Kaňkovská | CZE  |
|       | Gloria Manzoni | ITA  |
|       | Guo Yufang     | CHN  |

### Zeitfahren
| Platz | Sportler      | Land | Zeit (min) |
| ----- | ------------- | ---- | ---------- |
|       | Stefan Ritter | CAN  | 1:01,673   |
|       | Bradly Knipe  | NZL  | 1:01,897   |
|       | Na Jung-gyu   | KOR  | 1:02,573   |

| Platz | Sportlerin       | Land | Zeit (s)  |
| ----- | ---------------- | ---- | --------- |
|       | Pauline Grabosch | GER  | 34,023 WR |
|       | Guo Yufang       | CHN  | 34,5710   |
|       | Kim Soo-hyun     | KOR  | 34,7100   |

### Teamsprint
| Platz | Sportler                                        | Land | Zeit (s) |
| ----- | ----------------------------------------------- | ---- | -------- |
|       | Michail Dimitriew Pawel Rostow Dimitri Nesterow | RUS  | 36,732   |
|       | Cameron Scott Conor Rowley Harrison Lodge       | AUS  | 36,813   |
|       | Nik Schröter Carl Hinze Felix Zschocke          | GER  | 36,929   |

| Platz | Sportlerin                     | Land | Zeit (s) |
| ----- | ------------------------------ | ---- | -------- |
|       | Emma Cumming Ellesse Andrews   | NZL  | 28,006   |
|       | Gloria Manzoni Martina Fidanza | ITA  | 28,357   |
|       | Guo Yufang Chen Shaoyue        | CHN  | 28,312   |

Die Radrennbahn in Aigle ist nur 200 Meter lang anstelle der üblichen 250. Die Teamsprinter fuhren zwei (Juniorinnen) bzw. drei Runden (Junioren). Die Zeiten sind deshalb mit denen anderer Junioren-Weltmeisterschaften nicht vergleichbar, bei denen das Runden über 500 (Juniorinnen) oder 750 Meter (Junioren) geht.

### Einerverfolgung
| Platz | Sportler         | Land | Zeit (min)  |
| ----- | ---------------- | ---- | ----------- |
|       | Stefan Bissegger | SUI  | 3:12,416 WR |
|       | Rasmus Pedersen  | DEN  | 3:18,2540   |
|       | Bastian Flicke   | GER  | 3:16,6460   |

| Platz | Sportlerin          | Land | Zeit (min) |
| ----- | ------------------- | ---- | ---------- |
|       | Marija Nowolodskaja | RUS  | 2:23,745   |
|       | Jade Haines         | AUS  | 2:25,859   |
|       | Ellesse Andrews     | NZL  | 2:22,695   |

### Mannschaftsverfolgung
| Platz | Sportler                                                               | Land | Zeit (min)  |
| ----- | ---------------------------------------------------------------------- | ---- | ----------- |
|       | Campbell Stewart Jared Gray Thomas Sexton Connor Brown                 | NZL  | 4:01,409 WR |
|       | Rasmus Pedersen Mathias Larsen Julius Johansen Kristian Kaimer Eriksen | DEN  | 4:04,8770   |
|       | Matt Walls Reece Wood Ethan Hayter Rhys Britton                        | GBR  | 4:04,6610   |

| Platz | Sportlerin                                                        | Land | Zeit (min)                  |
| ----- | ----------------------------------------------------------------- | ---- | --------------------------- |
|       | Elisa Balsamo Chiara Consonni Letizia Paternoster Martina Stefani | ITA  | 4:31;157                    |
|       | Michaela Drummond Emily Shearman Kate Smith Nicole Shields        | NZL  | 4:38;732                    |
|       | Pauline Clouard Typhaine Laurence Clara Copponi Valentine Fortin  | FRA  | (Team von Kanada eingeholt) |

### Scratch
| Platz | Sportler                | Land |
| ----- | ----------------------- | ---- |
|       | Batsaichany Tegschbajar | MGL  |
|       | Daniel Babor            | CZE  |
|       | Moreno Marchetti        | ITA  |

| Platz | Sportlerin       | Land |
| ----- | ---------------- | ---- |
|       | Rebecca Raybould | GBR  |
|       | Devaney Collier  | CAN  |
|       | Kristina Clonan  | AUS  |

### Punktefahren
| Platz | Sportler        | Land | Punkte |
| ----- | --------------- | ---- | ------ |
|       | Szymon Krawczyk | POL  | 53     |
|       | Matthew Walls   | GBR  | 44     |
|       | Li Wen Chao     | TPE  | 44     |

| Platz | Sportlerin          | Land | Punkte |
| ----- | ------------------- | ---- | ------ |
|       | Letizia Paternoster | ITA  | 35     |
|       | Jessica Roberts     | GBR  | 32     |
|       | Wiktoria Pikulik    | POL  | 30     |

### Omnium
| Platz | Sportler         | Land | Punkte |
| ----- | ---------------- | ---- | ------ |
|       | Campbell Stewart | NZL  | 224    |
|       | Tomas Contte     | ARG  | 218    |
|       | Julius Johansen  | DEN  | 204    |

| Platz | Sportlerin          | Land | Punkte |
| ----- | ------------------- | ---- | ------ |
|       | Elisa Balsamo       | ITA  | 209    |
|       | Michaela Drummond   | NZL  | 196    |
|       | Maggie Coles-Lyster | CAN  | 162    |

### Madison
| Platz | Sportler                       | Land | Punkte       |
| ----- | ------------------------------ | ---- | ------------ |
|       | Marc Hirschi Reto Müller       | SUI  | 8            |
|       | Campbell Stewart Thomas Sexton | NZL  | 17 – 1 Runde |
|       | Kelland O’Brien Cameron Scott  | AUS  | 14 – 1 Runde |

## Medaillenspiegel
|        | Nation              |    |    |    | Gesamt |
| ------ | ------------------- | -- | -- | -- | ------ |
| 1      | Neuseeland          | 4  | 4  | 1  | 9      |
| 2      | Italien             | 3  | 2  | 1  | 6      |
| 3      | Deutschland         | 2  | -  | 2  | 4      |
| 4      | Russland            | 2  | -  | -  | 2      |
| 4      | Schweiz             | 2  | -  | -  | 2      |
| 6      | Australien          | 1  | 3  | 2  | 6      |
| 7      | Großbritannien      | 1  | 2  | 1  | 4      |
| 8      | Tschechien          | 1  | 2  | -  | 3      |
| 9      | Kanada              | 1  | 1  | 2  | 4      |
| 10     | Polen               | 1  | -  | 1  | 2      |
| 11     | Mongolei            | 1  | -  | –  | 1      |
| 12     | Volksrepublik China | –  | 2  | 2  | 4      |
| 13     | Dänemark            | –  | 2  | 1  | 3      |
| 14     | Argentinien         | –  | 1  | -  | 1      |
| 15     | Südkorea            | –  | -  | 2  | 2      |
| 16     | Frankreich          | –  | -  | 1  | 1      |
| 16     | Spanien             | –  | -  | 1  | 1      |
| 16     | Chinesisch Taipeh   | –  | -  | 1  | 1      |
| 16     | Niederlande         | –  | -  | 1  | 1      |
| Gesamt | Gesamt              | 19 | 19 | 19 | 57     |

## Aufgebote

### Deutschland
- Kurzzeit Junioren: Alexander Franz, Carl Hinze, Nick Rother, Nik Schröter, Felix Zschocke
- Kurzzeit Juniorinnen: Pauline Grabosch
- Ausdauer Junioren: Richard Banusch, Rico Brückner, Karlo Brüser, Bastian Flicke, Felix Groß, Per Christian Münstermann
- Ausdauer Juniorinnen: Franziska Brauße, Lena Ostler

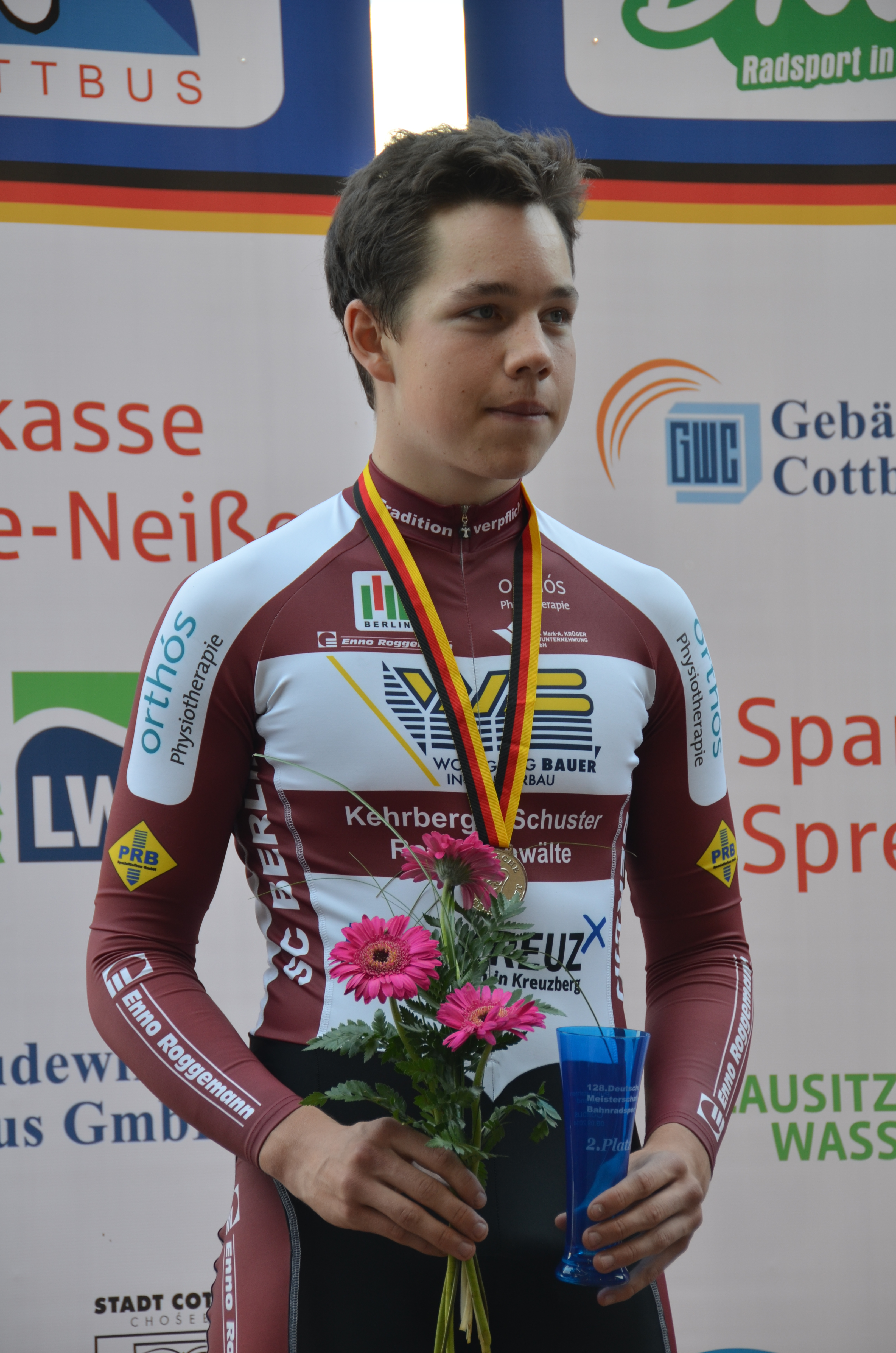
Karlo Brüser
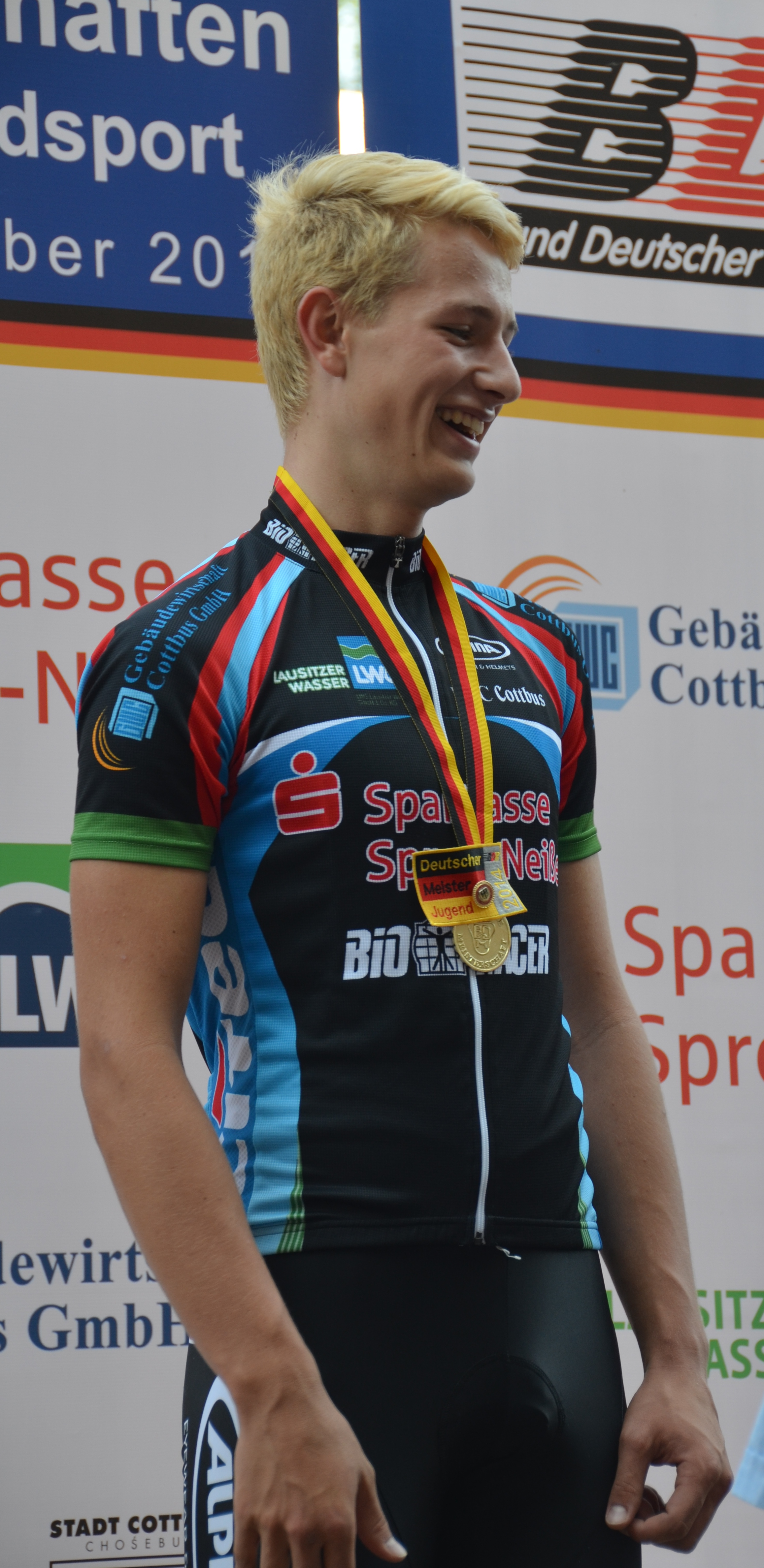
Bastian Flicke
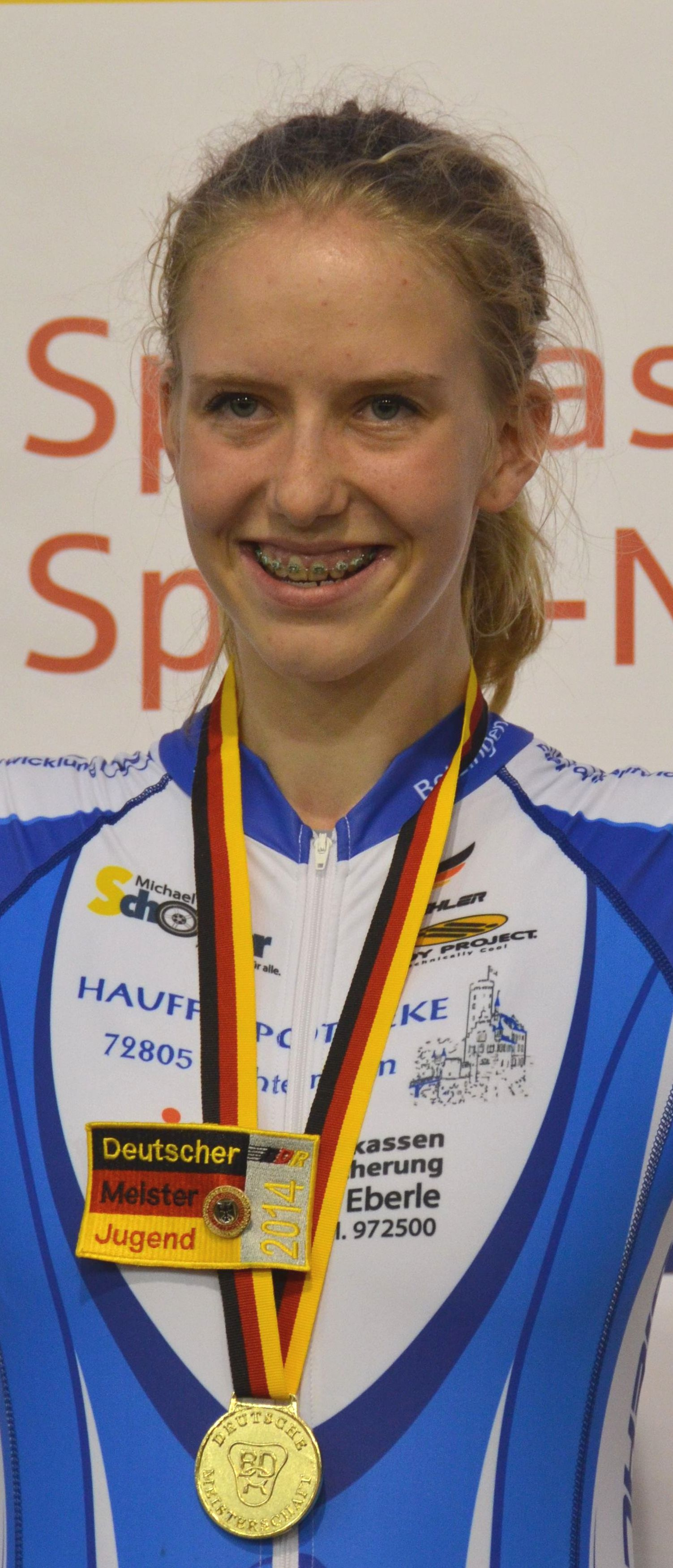
Franziska Brauße
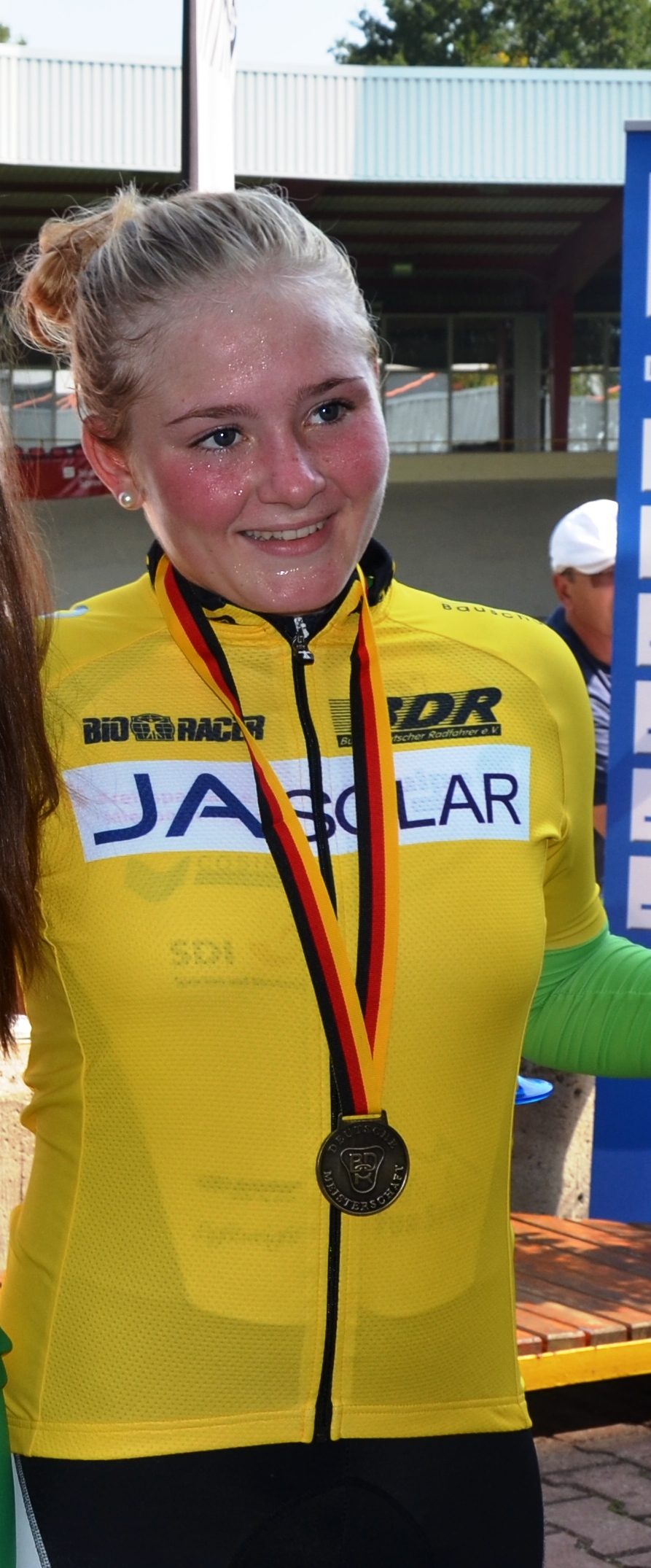
Lena Ostler
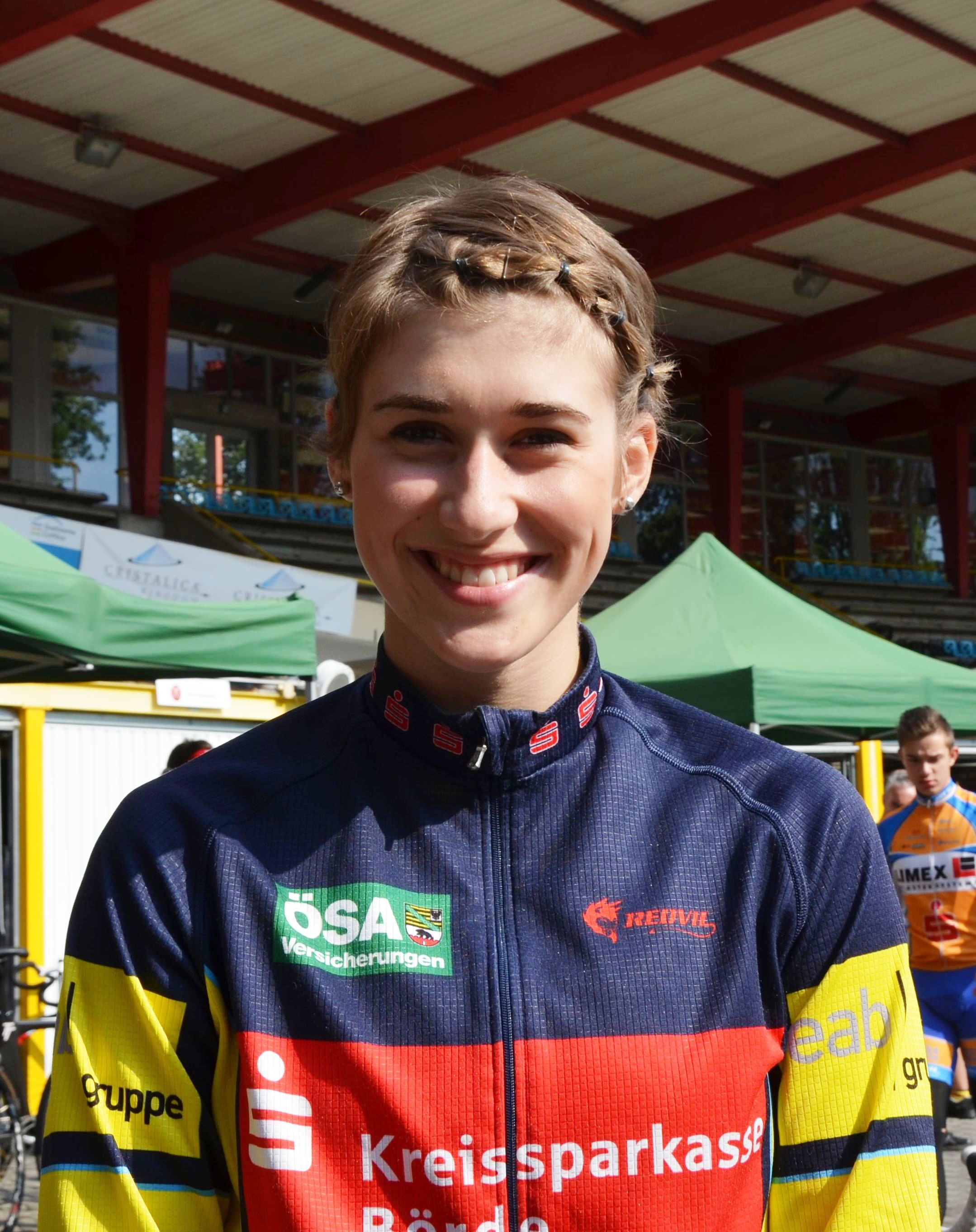
Pauline Grabosch

### Österreich
- Tobias Edelbauer

### Schweiz
- Stefan Bissegger, Robin Froidevaux, Gino Mäder, Reto Müller, Joab Schneiter